# Lijst van coaches van het Cookeilands voetbalelftal (mannen)
Dit is een lijst van bondscoaches van het Cookeilands voetbalelftal mannen.

## Bondscoaches
| Naam                | Land van herkomst | Begin periode    | Einde periode    | Prijzen | Opmerkingen/Wijze van vertrek |
| ------------------- | ----------------- | ---------------- | ---------------- | ------- | ----------------------------- |
| Alexander Napa      | Cookeilanden      | 1 juli 1996      | 30 juni 1999     |         |                               |
| Alan Taylor         | Engeland          | 1 juli 1999      | 30 juni 2001     |         | [ 2 ]                         |
| Tim Jerks           | Australië         | 1 mei 2004       | 30 juni 2011     |         |                               |
| Shane Rufer         | Nieuw-Zeeland     | 1 november 2011  | 30 juni 2012     |         |                               |
| Paul Farrell-Turepu | Cookeilanden      | 1 juli 2012      | 30 juni 2013     |         |                               |
| Tuka Tisam          | Cookeilanden      | 1 juli 2013      | 26 maart 2015    |         |                               |
| Drew Sherman        | Wales             | 27 maart 2015    | 5 september 2018 |         |                               |
| Kevin Fallon        | Engeland          | 6 september 2018 | 31 december 2020 |         | [ 3 ]                         |
| Alan Taylor         | Engeland          | 1 januari 2022   | 19 december 2023 |         | [ 2 ]                         |
| Jess Ibrom          | Nieuw-Zeeland     | 19 december 2023 |                  |         | [ 4 ]                         |

CIFA · 
Cookeilands vrouwenelftal
Interlands
Tegenstander:
Amerikaans-Samoa ·
Australië ·
Fiji ·
Nieuw-Caledonië ·
Nieuw-Zeeland ·
Papoea-Nieuw-Guinea ·
Salomonseilanden ·
Samoa ·
Tahiti ·
Tonga ·
Vanuatu